# Луноочка
Луноочките (Hiodon tergisus) са вид актиноптери от семейство Hiodontidae.
Те са незастрашен вид.
Таксонът е описан за пръв път от Шарл Александр Льосюйор през 1818 година.